# Mauro Aparecido dos Santos

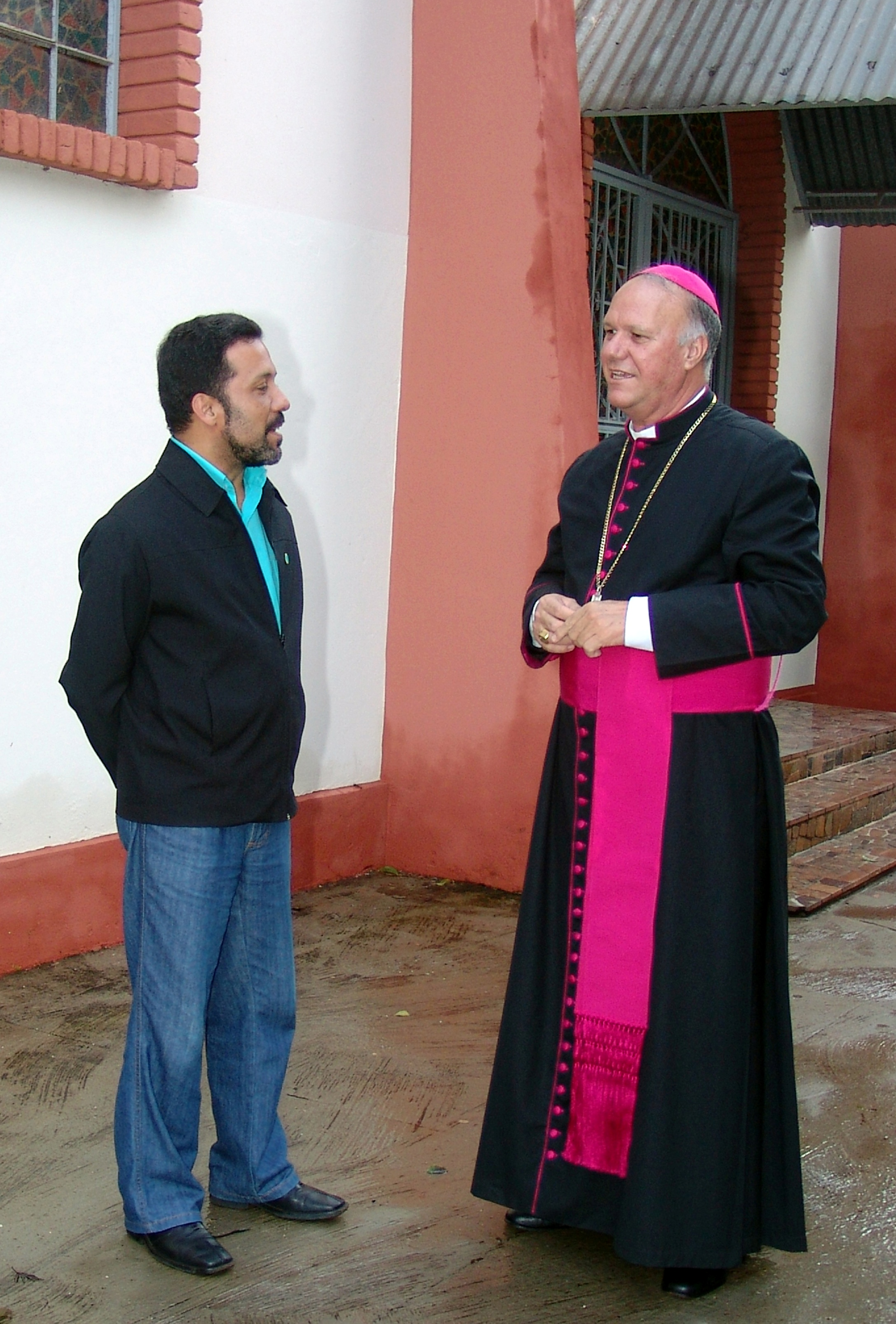
Mauro Aparecido dos Santos (re.), Juni 2009

Mauro Aparecido dos Santos (* 9. November 1954 in Fartura; † 11. März 2021 in Cascavel) war ein brasilianischer Geistlicher und römisch-katholischer Erzbischof von Cascavel.

## Leben

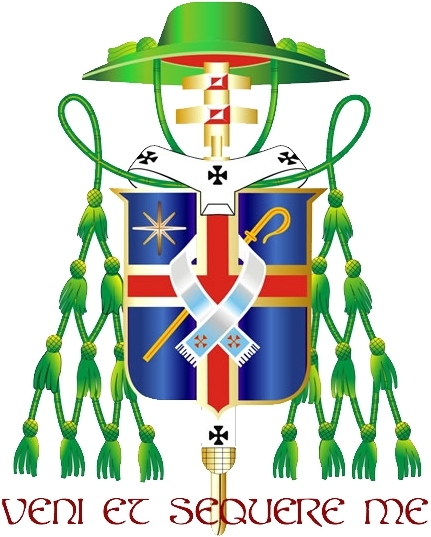
Erzbischofswappen

Mauro Aparecido dos Santos empfing nach seinem Studium der Philosophie und Theologie am 13. Mai 1984 die Priesterweihe für das Bistum Jacarezinho. Er war Rektor des Seminars von Jacarezinho, Kanzler der Diözesankurie, Mitglied des Ständigen Ausschusses der Diözese und Pfarrer der Kathedrale. Von 1995 bis 1998 war er Generalvikar der Diözese Jacarezinho.
Papst Johannes Paul II. ernannte ihn am 27. Mai 1998 zum Koadjutorbischof von Campo Mourão. Der Bischof von Jacarezinho, Konrad Walter SAC, spendete ihm am 14. August desselben Jahres in der Kathedrale von Jacarezinho die Bischofsweihe; Mitkonsekratoren waren Virgílio de Pauli, Bischof von Campo Mourão, und Murilo Sebastião Ramos Krieger SCI, Erzbischof von Maringá. Als Wahlspruch wählte er Veni Et Sequere Me (Komm und folge mir – Lc. 18,22).
Mit dem Tod Virgílio de Paulis folgte er diesem am 21. Februar 1999 im Amt des Bischofs von Campo Mourão nach. Papst Benedikt XVI. ernannte ihn am 31. Oktober 2007 zum Erzbischof von Cascavel. Vom 9. Mai bis zum 13. Dezember 2002 war er zudem Apostolischer Administrator des Bistums Umuarama. Von 2012 bis 2014 war er Vizepräsident und danach bis Mai 2019 Präsident der Regionalkonferenz Süd 2 der Brasilianischen Bischofskonferenz (CNBB).
Mitte Februar 2021 wurde er mit einer COVID-19-Erkrankung in das Krankenhaus São Lucas de Cascavel eingeliefert und verstarb nach intensivmedizinischer Betreuung Mitte März.